# Projekt 775
Projekt 775 (v kódu NATO třída Ropucha) je třída tankových výsadkových lodí sovětského námořnictva z doby studené války. Po rozpadu SSSR je převzaly ruské a ukrajinské námořnictvo. Několik lodí je stále v aktivní službě.

## Stavba
Celou třídu pro sovětské námořnictvo stavěly polské loděnice v Gdaňsku. Stavba probíhala v letech 1975–1991 a dala celkem 28 jednotek.

## Konstrukce
Plavidla jsou vybavena příďovou i záďovou rampou pro vykládku nákladu na vyloďovací pláž. Výzbroj verze projekt 775 (775/I a 775/II; oboje Ropucha I) tvoří dva 57mm dvojité lodní kanóny AK-725, dva třicetihlavňové 122mm neřízené raketomety Grad-M se zásobou 320 střel a čtyři osminásobné zásobníky protiletadlových řízených střel krátkého dosahu 9K32 Strela-2. Verze projekt 775M (též 775/III; Ropucha II) nese namísto ráže 57mm pouze jeden 76mm kanón AK-176M, který doplňují dva 30mm obranné systémy AK-630M. Plavidla mohou nést 450 tun nákladu, či různé kombinace vojáků a obrněné techniky (například 10 tanků a 340 vojáků). Pohonný systém tvoří dva diesely. Nejvyšší rychlost dosahuje 18 uzlů.

## Ruská invaze na Ukrajinu

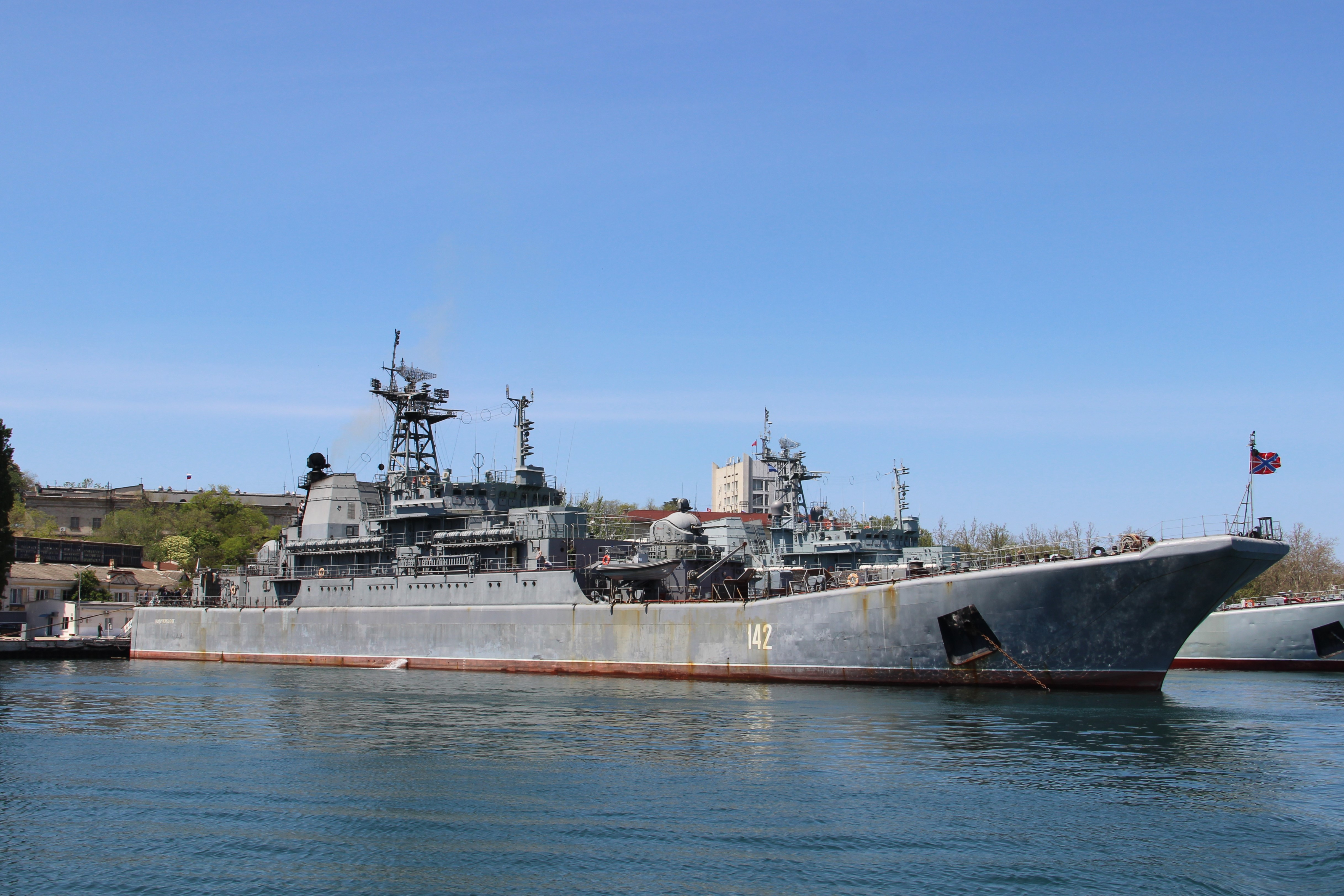
Novočerkassk byla 26. prosince 2023 zasažena a potopena ve Feodosii

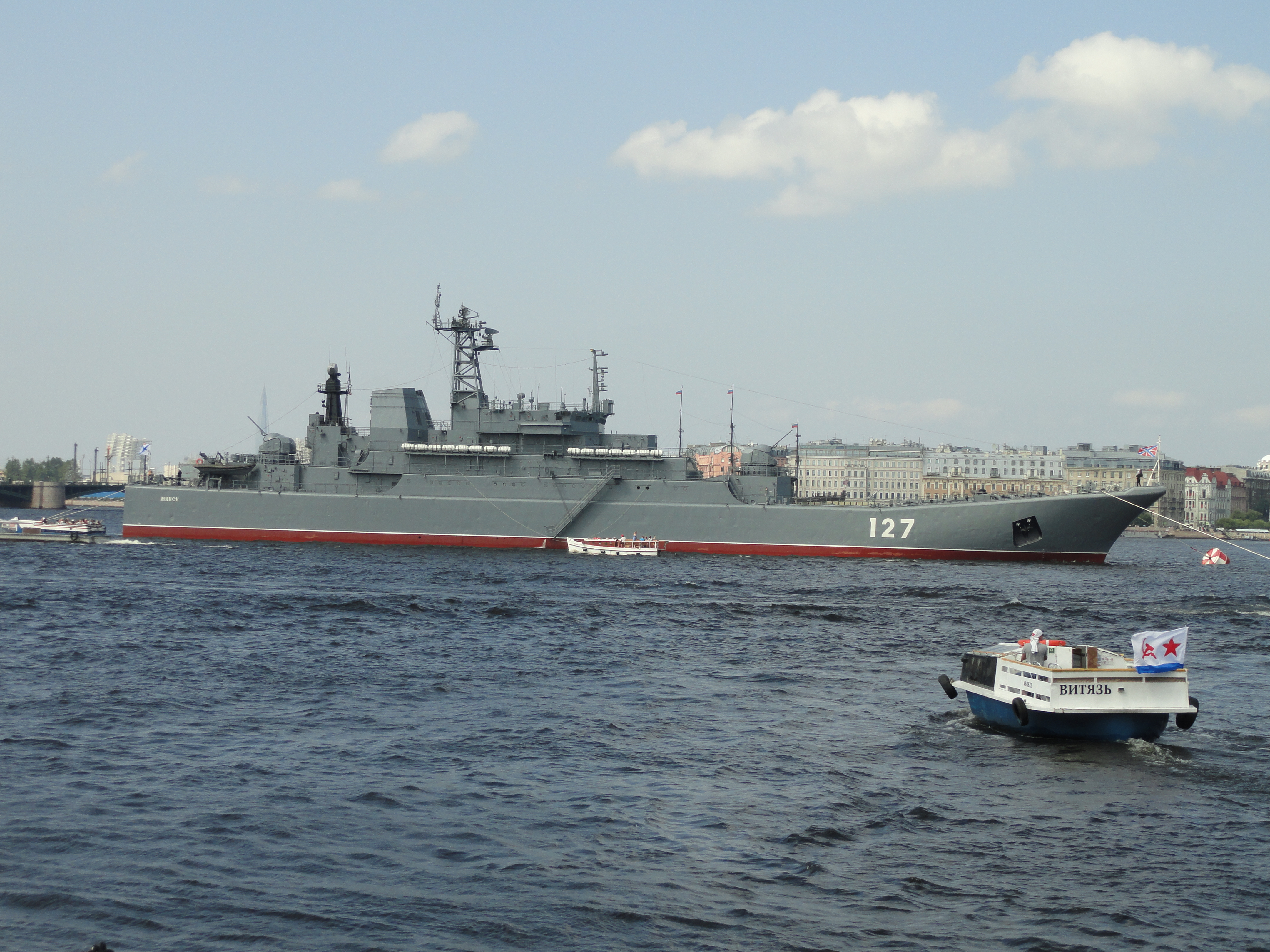
Výsadková loď Minsk byla v září 2023 zasažena v suchém doku v Sevastopolu

Počátkem srpna 2023 ukrajinská tajná služba SBU informovala, že během noční speciální operace zasáhla ruskou výsadkovou loď Oleněgorskij Gorňak u ruského černomořského přístavu Novorossijsk bezpilotním člunem. Loď byla postavena v roce 1976 a je součástí 121. brigády výsadkových lodí ruského Severního loďstva.
V září 2023 provedla Ukrajina raketový útok na loděnici v Ruskem okupovaném Sevastopolu, během kterého byla v suchém doku zasažena loď Minsk. Specializovaný nizozemský server Oryx na základě snímků poškození usoudil, že plavidlo se nevyplatí opravit, neboť shořely všechny nástavby nad palubou.
Velitel ukrajinského letectva Mykola Oleščuk 26. prosince oznámil zničení lodi Novočerkassk v krymském přístavu Feodosija. Podle ukrajinského letectva přístav zasáhly střely s plochou dráhou letu, po nepřehlédnutelné explozi následoval požár doprovázený dalšími menšími výbuchy. Ruské ministerstvo obrany potvrdilo úder na Novočerkassk, podle něj je loď jen „poničená“.
14. února 2024 ukrajinský generální štáb zveřejnil video zobrazující potopení lodě Cezar Kunikov skupinou sebevražedných hladinových dronů Magura V5.
Ukrajinský generální štáb 24. března 2024 uvedl, že v rámci nočního raketového útoku na větší množství cílů v Ruskem okupovaném Sevastopolu zničily ukrajinské síly další dvě ruské vyloďovací lodě této třídy Azov a Jamal.